# Вулиця Малоголосківська
Вулиця Малоголосківська — вулиця у Шевченківському районі міста Львова, в місцевості Голоско. Пролягає від вулиці Варшавської до кінця забудови. Прилучаються вулиці Рільнича та Млинова.

## Історія та забудова
Виникла на початку XX століття у складі міського села Голоско Мале та отримала назву Вінніца. Після входження села до меж міста 11 квітня 1930 року, вулиці колишнього села були перейменовані або ж новоутвореним вулицям надавалися певні назви. Так, у 1934 році отримала назву Ганлів, на честь родини Ганлів, колишніх власників Голоска. Сучасна назва — вулиця Малоголосківська походить від 1946 року, на згадку про колишнє село Мале Голоско.
Вулиця Малоголосківська забудована переважно приватними садибами 1930—2000-х років. З середини 2010-х років наприкінці вулиці почали зводитися сучасні багатоповерхові житлові комплекси.